# Városkörnyék
A városkörnyékek községeket összefogó közigazgatási egységek voltak a tanácsrendszer időszakának második felében 1971 és 1990 között Magyarországon.
A városkörnyéki közigazgatás bevezetésére szovjet minta alapján került sor, közvetlen előzménye egyes községi tanácsoknak városi irányítás alá helyezése volt 1969-től. Erre azt követően került sor, hogy az új gazdasági mechanizmus bevezetésével párhuzamosan a tanácsi igazgatás területén is reformkísérletek indultak. (Ennek volt része a nagyközségi tanácsi forma létrehozása is, szintén 1969-ben.) A kísérletek tapasztalataira is támaszkodott az 1971-ben elfogadott úgynevezett harmadik tanácstörvény, mely kissé módosult tartalommal és új elnevezéssel, városkörnyékként iktatta törvénybe az új megoldást.
A városkörnyék 1983-ig tulajdonképpen járás helyett városhoz beosztott községeket jelentett. A járástól az különböztette meg, hogy itt a városi tanács végrehajtó bizottságának titkárát és szakigazgatási szerveit illették meg azok a hatáskörök, melyeket a járások területén a járási hivatal és annak elnöke gyakorolt.
1984 elején a járások megszűntek, és az eredeti politikai szándék szerint valamennyi községi és nagyközségi tanács közvetlenül a megyei tanácsok alárendeltségébe került. Gyakorlatilag azonban ennek azonnali végrehajtása lehetetlen volt – többek között a helyi tanácsok nagy száma miatt is –, ezért néhány éves átmeneti időszakban a helyi tanácsok megyei irányítása a városok (illetve városhiányos térségekben városi jogú nagyközségek) közreműködésével valósult meg. Ennek érdekében minden község valamely város (vagy városi jogú nagyközség) környékéhez lett beosztva.
A megyék nagy részében 1989-re megvalósult valamennyi helyi tanács közvetlen megyei irányítása, de négy megyében még 1990-ben is fennállt a városi közreműködés, így az átmeneti időszak lezárulta lényegében egybeesett a tanácsrendszer 1990 őszi megszűnésével. A városkörnyékek emellett a tanácsrendszer megszűnéséig megmaradtak közigazgatási egységként, ugyanis számos nem tanácsi szerv illetékességi területét ezek figyelembevételével határozták meg.

## Városi irányítás alá helyezett községek (1969-71)
A harmadik tanácstörvény hatályba lépése (1971) előtt községi tanácsok városi irányítás alá helyezésére 1969-ben Hatvan és Kapuvár, majd 1970-ben Hajdúböszörmény, Hajdúszoboszló, Kiskunfélegyháza és Veszprém esetében került sor.
Kapuvár várossá nyilvánításával egyidejűleg a megszűnt Kapuvári járás négy községét a városi tanács alá rendelték, a többit a szomszédos Csornai és Soproni járások között osztották fel. Hatvan már korábban is város volt, egyébként itt is a megszűnő Hatvani járás három községét rendelték a városhoz, a többit a Gyöngyösi járáshoz csatolták. Kiskunfélegyháza esetében is ugyanez volt a helyzet: a megszűnő Kiskunfélegyházi járás nagy részét a Kecskeméti és a Kiskunhalasi járáshoz csatolták, a városhoz közeli négy községet sorolták a városkörnyékhez. Hajdúböszörmény és Hajdúszoboszló viszont korábban nem volt járási székhely, hanem a Debreceni járás egy-egy hozzájuk közel fekvő községét rendelték alá nekik.
Veszprém esete az előbbiektől eltérő volt: a város megye- és járásszékhely volt, és az is maradt a járások 1983 végi megszűnéséig. Itt a döntően ipari jellegű nagyközség, Balatonfűzfő tanácsát rendelték a városé alá, ahol a város és a község között intenzív gazdasági és munkaerővonzási kapcsolat volt.

## Városkörnyékek 1983-ig
1983 elején Magyarországon 96 város volt, ezek közül 61 városhoz kapcsolódott városkörnyék. A korábban létrejött Hajdúböszörményi városkörnyék 1978 végén megszűnt, mivel egyetlen községét, Hajdúvidet Hajdúböszörmény városhoz csatolták.
A kezdeti időszakban jellemzően egy-egy megszűnő járás székhelye lett városkörnyékközpont. Néhány év után azonban járásszékhely városokhoz is hozzákapcsolták a közvetlen környezetükben lévő községi tanácsokat, így 1983 végén a városkörnyékközpont városok közül 38 egyben járási székhely is volt.

### A városkörnyékek listája 1983-ig

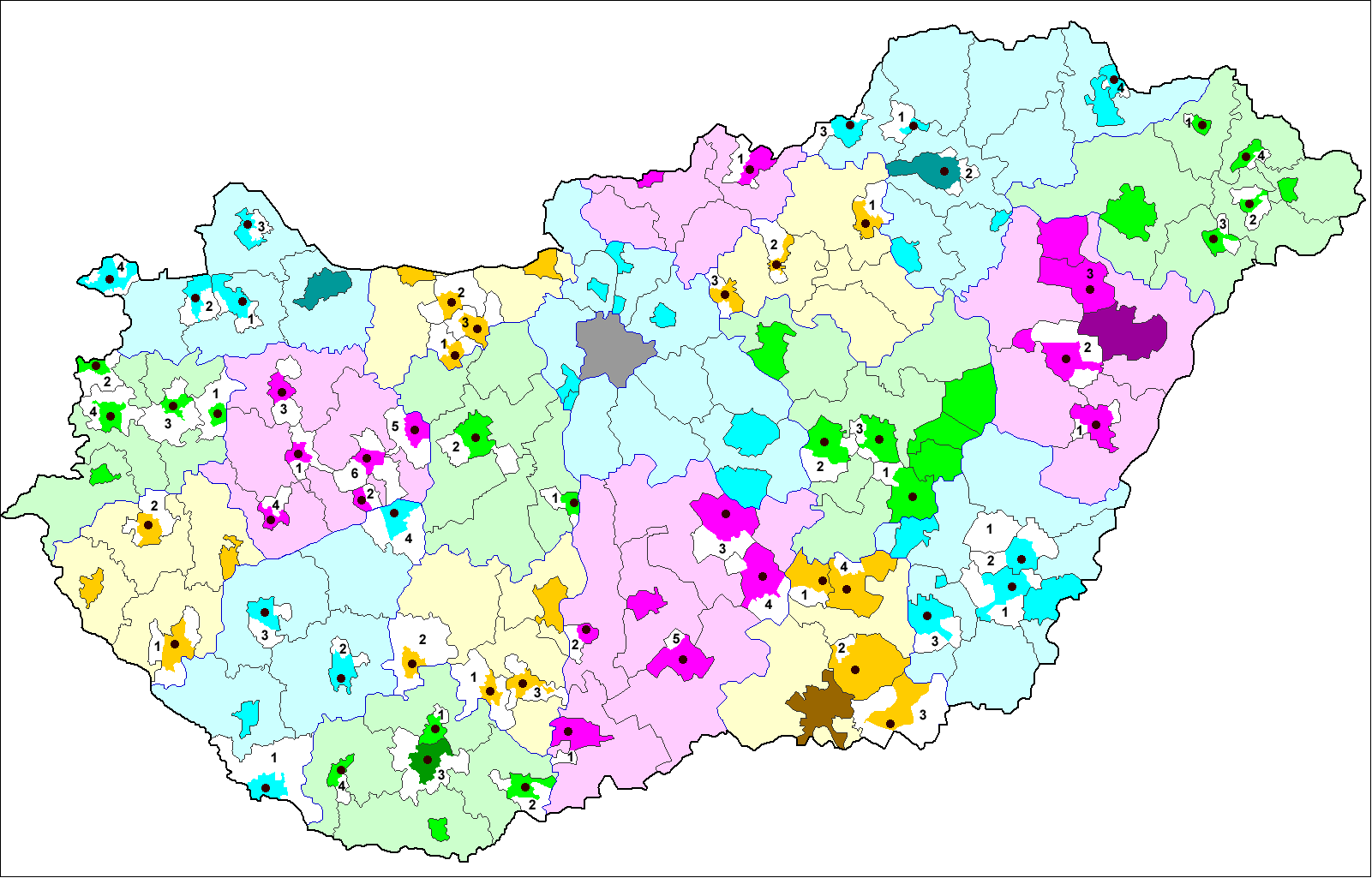
Városkörnyékek, 1983. január 1. (a számok megyén belül a felsorolás szerintiek)

| - Baranya megye 1. Komlói 2. Mohácsi 3. Pécsi 4. Szigetvári - Bács-Kiskun megye 1. Bajai 2. Kalocsai 3. Kecskeméti 4. Kiskunfélegyházi 5. Kiskunalasi - Békés megye 1. Békéscsabai 2. Békési 3. Orosházi - Borsod-Abaúj-Zemplén megye 1. Kazincbarcikai 2. Miskolci 3. Ózdi 4. Sátoraljaújhelyi - Csongrád megye 1. Csongrádi 2. Hódmezővásárhelyi 3. Makói 4. Szentesi | - Fejér megye 1. Dunaújvárosi 2. Székesfehérvári - Győr-Sopron megye 1. Csornai 2. Kapuvári 3. Mosonmagyaróvári 4. Soproni - Hajdú-Bihar megye 1. Berettyóújfalui 2. Hajdúszoboszlói 3. Hajdúböszörményi - Heves megye 1. Egri 2. Gyöngyösi 3. Hatvani - Komárom megye 1. Oroszlányi 2. Tatai 3. Tatabányai - Nógrád megye 1. Salgótarjáni - Somogy megye 1. Barcsi 2. Kaposvári 3. Marcali 4. Siófoki | - Szabolcs-Szatmár megye 1. Kisvárdai 2. Mátészalkai 3. Nyírbátori 4. Vásárosnaményi - Szolnok megye 1. Mezőtúri 2. Szolnoki 3. Törökszentmiklósi - Tolna megye 1. Bonyhádi 2. Dombóvári 3. Szekszárdi - Vas megye 1. Celldömölki 2. Kőszegi 3. Sárvári 4. Szombathelyi - Veszprém megye 1. Ajkai 2. Balatonfüredi 3. Pápai 4. Tapolcai 5. Várpalotai 6. Veszprémi - Zala megye 1. Nagykanizsai 2. Zalaegerszegi |  |

## Városkörnyékek 1984-től

### A városkörnyékek listája 1984-ben

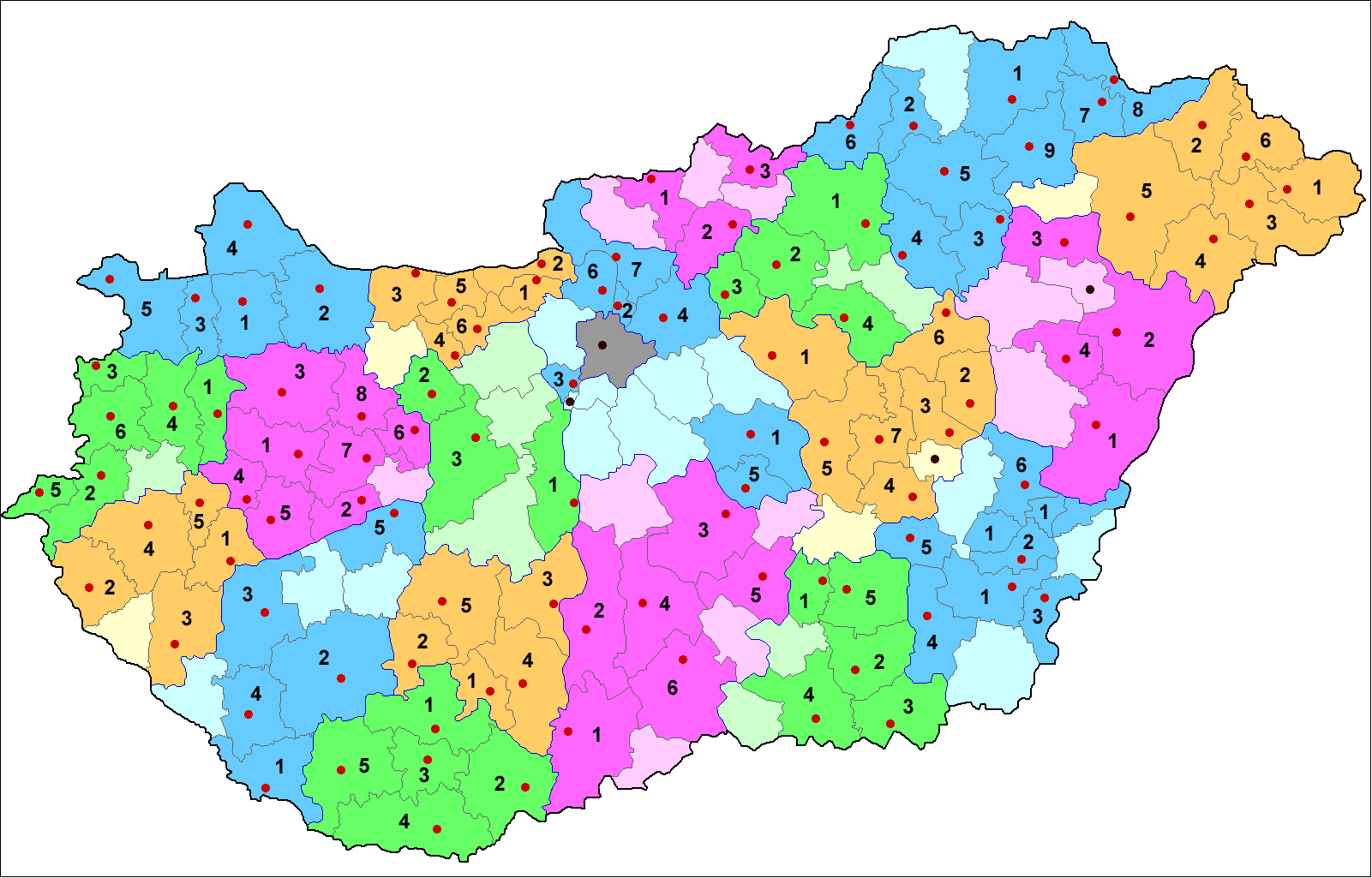
Városkörnyékek, 1984. január 1. (a számok megyén belül a felsorolás szerintiek)

| - Baranya megye 1. Komlói 2. Mohácsi 3. Pécsi 4. Siklósi 5. Szigetvári - Bács-Kiskun megye 1. Bajai 2. Kalocsai 3. Kecskeméti 4. Kiskőrösi 5. Kiskunfélegyházi 6. Kiskunalasi - Békés megye 1. Békéscsabai 2. Békési 3. Gyulai 4. Orosházi 5. Szarvasi 6. Szeghalmi - Borsod-Abaúj-Zemplén megye 1. Encsi 2. Kazincbarcikai 3. Leninvárosi 4. Mezőkövesdi 5. Miskolci 6. Ózdi 7. Sárospataki 8. Sátoraljaújhelyi 9. Szerencsi - Csongrád megye 1. Csongrádi 2. Hódmezővásárhelyi 3. Makói 4. Szegedi 5. Szentesi - Fejér megye 1. Dunaújvárosi 2. Móri 3. Székesfehérvári | - Győr-Sopron megye 1. Csornai 2. Győri 3. Kapuvári 4. Mosonmagyaróvári 5. Soproni - Hajdú-Bihar megye 1. Berettyóújfalui 2. Debreceni 3. Hajdúnánási 4. Hajdúszoboszlói - Heves megye 1. Egri 2. Gyöngyösi 3. Hatvani 4. Hevesi - Komárom megye 1. Dorogi 2. Esztergomi 3. Komáromi 4. Oroszlányi 5. Tatai 6. Tatabányai - Nógrád megye 1. Balassagyarmati 2. Pásztói 3. Salgótarjáni - Pest megye 1. Ceglédi 2. Dunakeszi 3. Érdi 4. Gödöllői 5. Nagykőrösi 6. Szentendrei 7. Váci - Somogy megye 1. Barcsi 2. Kaposvári 3. Marcali 4. Nagyatádi 5. Siófoki - Szabolcs-Szatmár megye 1. Fehérgyarmati 2. Kisvárdai 3. Mátészalkai 4. Nyírbátori 5. Nyíregyházi 6. Vásárosnaményi | - Szolnok megye 1. Jászberényi 2. Karcagi 3. Kisújszállási 4. Mezőtúri 5. Szolnoki 6. Tiszafüredi 7. Törökszentmiklósi - Tolna megye 1. Bonyhádi 2. Dombóvári 3. Paksi 4. Szekszárdi 5. Tamási - Vas megye 1. Celldömölki 2. Körmendi 3. Kőszegi 4. Sárvári 5. Szentgotthárdi 6. Szombathelyi - Veszprém megye 1. Ajkai 2. Balatonfüredi 3. Pápai 4. Sümegi 5. Tapolcai 6. Várpalotai 7. Veszprémi 8. Zirci - Zala megye 1. Keszthelyi 2. Lenti 3. Nagykanizsai 4. Zalaegerszegi 5. Zalaszentgróti |  |